# Amilaps mayana
Genre
Espèce
Amilaps mayana, unique représentant du genre Amilaps, est une espèce d'araignées aranéomorphes de la famille des Salticidae.

## Distribution
Cette espèce se rencontre au Mexique au Tabasco dans les grottes Grutas de Cocona et au Guatemala au Petén dans la grotte Cueva de Olla,.

## Description
La carapace du mâle holotype mesure 2,0 mm de long et l'abdomen 1,7 mm.

## Publication originale
- Maddison, 2019 : A new lapsiine jumping spider from North America, with a review of Simon's Lapsias species (Araneae, Salticidae, Spartaeinae). ZooKeys, no 891, p. 17-29 (texte intégral).